# Гінер Євген Леннорович
Євген Леннорович Гінер (рос. Евге́ний Ленно́рович Ги́нер, 26 травня 1960, Харків, Українська РСР, СРСР) — російський підприємець, президент футбольного клубу ЦСКА (Москва), голова фінансового комітету РФС.

## Біографія
За власними словами, ріс без батька і матері та його виховала вулиця.
Навчався в Харківському інституті інженерів комунального будівництва, але його не закінчив.
Українські ЗМІ повідомляли, що в 1986 р. Фрунзенське РВВС УВС Харківської області пред'явило Євгену Гінеру звинувачення за ст. 86-1 КК УРСР (розкрадання державного або колективного майна в особливо великих розмірах), за яким він відбувся умовним терміном. У 1990 р. той же Фрунзенський РВВС порушив нову кримінальну справу за тією ж статтею КК, через що бізнесмен і перебрався до Москви.
З 2004 по 2006 рік обіймав посаду президента Російської футбольної Прем'єр-Ліги. З 5 квітня 2013 року займає посаду голови фінансового комітету РФС.

## Підприємницька діяльність
В середині 1990-х років Гінера називали одним із співвласників найбільшого в Росії речовий ярмарку «Лужники» разом з бізнесменом Михайлом Воєводіним (також відомого під прізвиськом Міша Лужнецький), і політиком Олександром Бабаковим.
Спільно з російським політиком Олександром Бабаковим і Михайлом Воєводіним є співвласником компанії VS Energy, яка має частки в Кіровоградській (78,8 %), Південній генеруючій компанії (35,66 %) і «Чернівціобленерго» (47,55 %). Гінер і його партнери контролювали кримські готелі «Славутич» і «Русь», а також мережу готелів «Прем'єр-палас», флагманом якої є знаменита «Ореанда» в Ялті, після анексії Криму готелі власників не міняли. Загальна виручка енергетичного бізнесу групи з 2014 року перевищила 13 млрд грн, що становить близько третини ринку передачі електроенергії локальними мережами в країні. Оборот VS Energy в 2015 році український Forbes оцінював у 6,1 млрд грн ($235 млн). Номінальними власниками компанії на паритетній основі є гендиректор компанії Валтс Вігантс, Віліс Дамбінс, Олег Сізерман, Артурс Алтберст і Марина Ярославська, згідно Панамському архіву Вігантс і Дамбінс представляли інтереси Гінера і його сім'ї, Воєводіна і Бабакова.
8 лютого 2005 року на перетині Ростовської і Саввінської набережних Москви був обстріляний автомобіль Євгенія Гінера: у машині перебували син бізнесмена Вадим Гінер і його охоронець, що отримали важкі поранення.
З лютого 2001 — президент ПФК ЦСКА (Москва), до цього часу склад акціонерів був наступним: власником 49 % акцій стала британська Bluecastle Enterprises Limited, 25 % — російська «АВО-капітал», підконтрольна Bluecastle, 25 % — Міноборони. Суму угоди ЗМІ називали в районі 30 — $80 млн. До 2013 року єдиним власником клубу стала Bluecastle, яку контролював Гінер (при цьому половиною компанії володіє консорціум фізичних осіб, імена яких не розкриваються), також володіє 60,1 % ВАТ «Навчально-спортивно-оздоровчий комплекс „Жовтень“ і тренувальна база „Ватутінки“».
Євген Гінер разом з партнерами побудував ТРЦ «Нові Лужники» («Лужайка») площею 250 000 м2 на півдні Москви за МКАД, фінансування ґрунтувалося на кредит Альфа-банку в $104 млн. 15 червня 2015 року Міщанський суд Москви ухвалив стягнути з нього вищевказану суму, яку структури підприємця не змогли вчасно виплатити банку.
Після закриття речового ринку в Лужниках у 2011 році, Структурам Гінера на Ленінградському проспекті від товариства ЦСКА дістався готель «Аерополіс» площею 10 000 кв. м, а також невеликий ТЦ «Палладіум» на 8000 кв. м. Вартість цих об'єктів за оцінкою аналітика IFC Markets Дмитра Лукашева становила близько $120 млн.
Гінер очолює раду директорів «ТОК групп» (яку пов'язували з «МРСК Північного Кавказу» Каїтова), є одним з директорів у раді «Техпромінвеста» (структури «Ростеха», яка буде будувати енергостанції в Криму). Навесні 2016 року очолив робочу групу по створенню СП «Ростеха» і «Россетей» — «Центр технічного замовника», що займається підбором підрядників і постачальників для інвестпроектів «Россетей» на конкурсах. Кандидатура Гінера була запропонована «Ростехом».
Влітку 2016 року було закінчено будівництво футбольного стадіону ЦСКА, яке тривало 10 років, при цьому велику частину цього часу зайняла суперечка з Міністерством Оборони РФ за визначення власника території. Разом з ареною на 30 000 глядачів були також побудовані комерційні приміщення, що займають більше третини від загальної площі стадіону у 171 000 м2. Поруч зі стадіоном розташуються три офісні будівлі, в тому числі 38-поверхова вежа у формі Кубка UEFA, який ЦСКА завоював у 2005 р., а також готель на 48 номерів, повідомляє JLL. Бюджет будівництва оцінювався Гінером у не менш ніж в $400 млн, з яких 70 % було надано кредит від банку ВЭБ.
Власник "Першого інвестиційного банку" в Україні.

## Розслідування
23 лютого 2023 року ДБР провело обшуки у членів правління ради українського банку, що належить Гінеру. Обшуки провели під час розслідування отримання банком грошей на 1,6 млрд грн, частину з яких банк отримав після повномасштабного вторгнення РФ до України.

## Родина
Син Вадим разом з батьком входить до ради директорів великої збутової компанії в Краснодарському краї «НЕСК-електромережі», яка є спонсором футбольного клубу ЦСКА.